# Ковальчук, Николай Сергеевич
Николай Сергеевич Ковальчук (22 мая 1928 года, село Карабчиев — 12 мая 1971 года, Жданов, Украинская ССР) — передовик производства, старший газовщик Ждановского коксохимического завода, Сталинская область, Украинская ССР. Герой Социалистического Труда (1966).
Родился 22 мая 1928 года в крестьянской семье в селе Карабчиев (сегодня — Ружинский район Житомирской области). Окончил семилетнюю школу в родном селе и в 1946 году — фабрично-заводскую школу № 63 в Мариуполе, после чего работал слесарем, газовщиком, старшим газовщиком на Ждановском коксохимическом заводе.
В 1966 году удостоен звания Героя Социалистического Труда «за выдающиеся заслуги, достигнутые в развитии чёрной металлургии».
Погиб 12 мая 1971 года. Похоронен на Старокрымском кладбище в окрестностях Мариуполя.

## Награды
- Герой Социалистического Труда — указом Президиума Верховного Совета СССР от 22 марта 1966 года
- Орден Ленина